# Tenggarong
Tenggarong è una città dell'Indonesia, situata nella provincia del Kalimantan Orientale.